# Death's crown
Death's crown is een studioalbum van Happy The Man.

## Inleiding
Bij de plotselinge stilstand en opheffing van Happy The Man (1979) waren er al opnamen voor een derde album. Ze bleven jarenlang op de plank liggen, omdat Arista Records geen toekomst zag in deze muziek. Met het vertrek van Kit Watkins naar Camel was het lot van HTM bezegeld. Frank Wyatt verklaarde in 2020 dat hijzelf meubelmaker werd en later fabrikant van geluidsboxen. De eerste twee albums hadden inmiddels een cultstatus bereikt en dat leidde ertoe dat door de jaren steeds gevraagd werd of de band verder ging en/of er nog oude opnamen waren. In 1983 kwam daardoor Happy the Man-3rd op de markt en in 1999 Death's crown, beide via Cuneiform Records. Beide albums bevatten niet afgemaakte opnamen voor wat het derde studioalbum had moeten worden. Ze bleven in de demofase steken. Opnamen zijn dan ook gemaakt in hun repetitieruimten in Harrisonburg (Virginia) (tracks 1,2 in 1974) en Arlington (Virginia) (track 3 in 1976).
Death's crown was in opzet een multimedia werk, dat de band uitvoerde in het clubcircuit, maar zou moeten uitgroeien tot een groter werk; het zou er nooit van komen.

## Musici
- Dan Owen – zang, klassiek gitaar, basgitaar
- Frank Wyatt – elektrische piano, zang
- Stan Whitaker – gitaren, blokfluit
- Kit Watkins – toetsinstrumenten
- Rick Kennell – basgitaar
- Mike Beck – percussie

## Muziek
| Nr. | Titel                             | Duur  |
| --- | --------------------------------- | ----- |
| 1.  | Death’s crown (Wyatt, Owen)       | 38:00 |
| 12. | New York dreams suite (Wyatt)     | 8:45  |
| 13. | Merlin of the high places (Wyatt) | 7:10  |